# Паоло Орландони
Паоло Орландони (на италиански: Paolo Orlandoni), роден на 12 август 1972 г. в Болцано е италиански футболен вратар, юноша на ФК Интер, за които се състезава.
Започва кариерата си в Интер през 1990 г., но дебютира чак през 2006 г. През повечето време Паоло се подвизвава в скромни отбори от аматьорските дивизии на Италия, но след отказването на двама вратари на Интер през 2006 г., Орландони се връща в клуба, в който е започнал да тренира футбол. Паоло Орландони е трети избор за вратар на Интер, след Жулио Сезар и Лука Кастелаци.